# Gran Premio d'Australia 2007
Il Gran Premio d'Australia 2007 è stata la prima prova della stagione 2007 del campionato mondiale di Formula 1. La gara si è disputata domenica 18 marzo sul circuito di Albert Park a Melbourne ed è stata vinta dal finlandese Kimi Räikkönen su Ferrari, al decimo successo in carriera; Räikkönen ha preceduto sotto la bandiera a scacchi lo spagnolo Fernando Alonso e il britannico Lewis Hamilton, esordiente nella categoria, entrambi su McLaren-Mercedes.

## Vigilia

### Aspetti tecnici
La Williams cambia il proprio motorista, passando dalla Cosworth alla Toyota, siglando un accordo di tre anni fino al 2009.
Anche Red Bull Racing e Scuderia Toro Rosso cambiano fornitori di motori, con la squadra di Milton Keynes che passa alla Renault e quella di Faenza che adotta motori Ferrari, sebbene con specifiche 2006.

### Aspetti sportivi
Le squadre che confermano entrambi i propri piloti sono Honda, BMW Sauber, Toyota e Toro Rosso.
Dopo l'addio di Fernando Alonso alla Renault, il suo posto viene occupato dal finlandese Heikki Kovalainen. Lo spagnolo gareggerà nel 2007 con la McLaren, la quale ingaggia anche un nuovo secondo pilota, il debuttante Lewis Hamilton. Il britannico prende il posto di Kimi Räikkönen, il quale a sua volta passa in Ferrari a seguito del ritiro di Michael Schumacher.
La Williams annuncia che il pilota di riserva e collaudatore Alexander Wurz avrebbe ottenuto un sedile nel 2007, rimpiazzando Mark Webber, trasferitosi alla Red Bull.
La Super Aguri sostituisce Sakon Yamamoto con Anthony Davidson.
A seguito dell'acquisto della Midland da parte della Spyker Cars, la scuderia cambia denominazione assumendo la stessa della casa automobilistica nederlandese. La Spyker annuncia inoltre avrà come title sponsor la compagnia aerea emiratina Etihad Airways, e Aldar, una compagnia di sviluppo immobiliare di dhabense. Per il team nederlandese gareggiano Adrian Sutil e Christijan Albers.
La Red Bull Racing inizia a competere con licenza austriaca, dopo aver corso nel 2005 e nel 2006 con licenza britannica.
Mild Seven annuncia che non avrebbe rinnovato il contratto con Renault a causa delle nuove leggi europee sul tabacco. Per le stesse ragioni anche la British American Tobacco ritira i marchi 555 e Lucky Strike dalla sponsorizzazione con Honda.

## Prove

### Risultati
Nella prima sessione del venerdì si è avuta questa situazione:
| Pos | Nº | Pilota           | Costruttore      | Tempo    | Gap    | Giri |
| --- | -- | ---------------- | ---------------- | -------- | ------ | ---- |
| 1   | 1  | Fernando Alonso  | McLaren-Mercedes | 1'29"214 |        | 23   |
| 2   | 5  | Felipe Massa     | Ferrari          | 1'30"707 | +1"493 | 7    |
| 3   | 35 | Sebastian Vettel | BMW Sauber       | 1'30"857 | +1"643 | 22   |

Nella seconda sessione del venerdì si è avuta questa situazione:
| Pos | Nº | Pilota         | Costruttore      | Tempo    | Gap    | Giri |
| --- | -- | -------------- | ---------------- | -------- | ------ | ---- |
| 1   | 5  | Felipe Massa   | Ferrari          | 1'27"353 |        | 32   |
| 2   | 6  | Kimi Räikkönen | Ferrari          | 1'27"750 | +0"397 | 33   |
| 3   | 35 | Lewis Hamilton | McLaren-Mercedes | 1'27"829 | +0"476 | 29   |

Nella sessione del sabato mattina si è avuta questa situazione:
| Pos | Nº | Pilota               | Costruttore      | Tempo    | Gap    | Giri |
| --- | -- | -------------------- | ---------------- | -------- | ------ | ---- |
| 1   | 6  | Kimi Räikkönen       | Ferrari          | 1'26"064 |        | 14   |
| 2   | 3  | Giancarlo Fisichella | Renault          | 1'26"454 | +0"390 | 18   |
| 3   | 2  | Lewis Hamilton       | McLaren-Mercedes | 1'26"467 | +0"403 | 12   |

## Qualifiche

### Risultati
Nella sessione di qualifica si è avuta questa situazione:
| Pos | Nº | Pilota               | Costruttore       | Q1       | Q2          | Q3       | Griglia |
| --- | -- | -------------------- | ----------------- | -------- | ----------- | -------- | ------- |
| 1   | 6  | Kimi Räikkönen       | Ferrari           | 1'26"644 | 1'25"644    | 1'26"072 | 1       |
| 2   | 1  | Fernando Alonso      | McLaren-Mercedes  | 1'26"697 | 1'25"326    | 1'26"493 | 2       |
| 3   | 9  | Nick Heidfeld        | BMW Sauber        | 1'26"895 | 1'25"358    | 1'26"556 | 3       |
| 4   | 2  | Lewis Hamilton       | McLaren-Mercedes  | 1'26"674 | 1'25"577    | 1'26"755 | 4       |
| 5   | 10 | Robert Kubica        | BMW Sauber        | 1'26"696 | 1'25"882    | 1'27"347 | 5       |
| 6   | 3  | Giancarlo Fisichella | Renault           | 1'27"270 | 1'25"944    | 1'27"634 | 6       |
| 7   | 15 | Mark Webber          | Red Bull-Renault  | 1'26"978 | 1'26"623    | 1'27"934 | 7       |
| 8   | 12 | Jarno Trulli         | Toyota            | 1'27"014 | 1'26"688    | 1'28"404 | 8       |
| 9   | 11 | Ralf Schumacher      | Toyota            | 1'27"328 | 1'26"739    | 1'28"692 | 9       |
| 10  | 22 | Takuma Satō          | Super Aguri-Honda | 1'27"365 | 1'26"758    | 1'28"871 | 10      |
| 11  | 23 | Anthony Davidson     | Super Aguri-Honda | 1'26"986 | 1'26"909    | N.D.     | 11      |
| 12  | 16 | Nico Rosberg         | Williams-Toyota   | 1'27"596 | 1'26"914    | N.D.     | 12      |
| 13  | 4  | Heikki Kovalainen    | Renault           | 1'27"529 | 1'26"964    | N.D.     | 13      |
| 14  | 7  | Jenson Button        | Honda             | 1'27"540 | 1'27"264    | N.D.     | 14      |
| 15  | 17 | Alexander Wurz       | Williams-Toyota   | 1'27"479 | 1'27"393    | N.D.     | 15      |
| 16  | 5  | Felipe Massa         | Ferrari           | 1'26"712 | senza tempo | N.D.     | 22      |
| 17  | 8  | Rubens Barrichello   | Honda             | 1'27"679 | N.D.        | N.D.     | 16      |
| 18  | 19 | Scott Speed          | STR-Ferrari       | 1'28"305 | N.D.        | N.D.     | 17      |
| 19  | 14 | David Coulthard      | Red Bull-Renault  | 1'28"579 | N.D.        | N.D.     | 18      |
| 20  | 18 | Vitantonio Liuzzi    | STR-Ferrari       | 1'29"267 | N.D.        | N.D.     | 19      |
| 21  | 20 | Adrian Sutil         | Spyker-Ferrari    | 1'29"339 | N.D.        | N.D.     | 20      |
| 22  | 21 | Christijan Albers    | Spyker-Ferrari    | 1'31"932 | N.D.        | N.D.     | 21      |

In grassetto sono indicate le migliori prestazioni in Q1, Q2 e Q3.

## Gara

### Resoconto

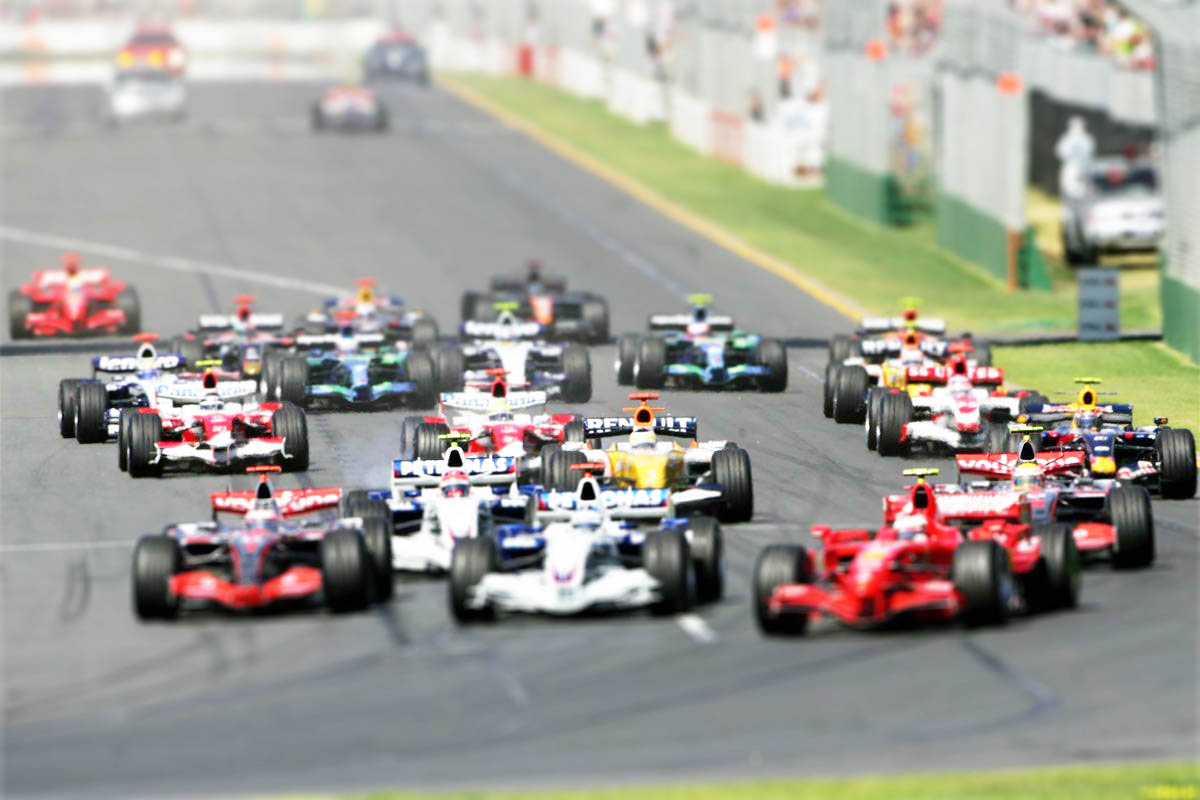
Partenza

Räikkönen prende la testa davanti ad Heidfeld, mentre Hamilton sfila Alonso all’esterno della prima curva; seguono Kubica e Fisichella. Massa risale dal fondo e, in pochi giri, sale al quindicesimo posto, rimanendo poi bloccato a lungo alle spalle delle due Honda.
Kimi Räikkönen ha un ritmo insostenibile e allunga al ritmo di un secondo a giro su Heidfeld, nonostante quest'ultimo sia più leggero tanto da sostare già al quattordicesimo giro. Il finlandese, con 15" di vantaggio, rifornisce al giro 19, lasciando la testa al debuttante Hamilton, che guiderà la corsa per quattro giri. Alonso rifornisce invece al giro 22, uno prima del compagno, rimanendone alle spalle. Dopo la prima tornata di stop, quarto è Kubica davanti al compagno. Massa, risalito al settimo posto, effettua l'unica sosta a metà gara, scendendo al decimo posto, alle spalle del poco positivo debuttante Kovalainen. Prima del secondo giro di rifornimenti, Kubica abbandona per guai al cambio.
Con Räikkönen fuori portata di chiunque, si accende la lotta tra i due della McLaren. Alonso non ci sta e, complici alcuni doppiaggi, è nella scia di Hamilton, quando questi rifornisce al giro 43. Con due giri molto veloci, lo spagnolo sopravanza il compagno. Dopo gli stop, Massa, sesto, gira veloce e raggiunge Fisichella, senza riuscire nel sorpasso.
Räikkönen vince all'esordio con la Ferrari, dopo aver dominato fin dalle prove e, avendo segnato il giro più veloce oltreché la pole position, ottiene il primo hat trick della sua carriera. Alonso salva l’onore evitando di essere battuto dal debuttante compagno Lewis Hamilton, che conferma le aspettative della vigilia con una gara sensazionale. Il mondiale si annuncia come una battaglia tra Ferrari e McLaren, nettamente avanti rispetto al resto della concorrenza, dove la BMW Sauber sembra ambire al ruolo di terza forza, mentre il team campione in carica, la Renault, pare decisamente attardato.

### Risultati
I risultati del Gran Premio sono i seguenti:
| Pos | Nº | Pilota               | Costruttore       | Giri | Tempo/Ritiro                | Griglia | Punti |
| --- | -- | -------------------- | ----------------- | ---- | --------------------------- | ------- | ----- |
| 1   | 6  | Kimi Räikkönen       | Ferrari           | 58   | 1h25:28.770                 | 1       | 10    |
| 2   | 1  | Fernando Alonso      | McLaren-Mercedes  | 58   | +7.242                      | 2       | 8     |
| 3   | 2  | Lewis Hamilton       | McLaren-Mercedes  | 58   | +18.595                     | 4       | 6     |
| 4   | 9  | Nick Heidfeld        | BMW Sauber        | 58   | +38.763                     | 3       | 5     |
| 5   | 3  | Giancarlo Fisichella | Renault           | 58   | +1'06.469                   | 6       | 4     |
| 6   | 5  | Felipe Massa         | Ferrari           | 58   | +1'06.805                   | 22      | 3     |
| 7   | 16 | Nico Rosberg         | Williams-Toyota   | 57   | +1 giro                     | 12      | 2     |
| 8   | 11 | Ralf Schumacher      | Toyota            | 57   | +1 giro                     | 9       | 1     |
| 9   | 12 | Jarno Trulli         | Toyota            | 57   | +1 giro                     | 8       |       |
| 10  | 4  | Heikki Kovalainen    | Renault           | 57   | +1 giro                     | 13      |       |
| 11  | 8  | Rubens Barrichello   | Honda             | 57   | +1 giro                     | 16      |       |
| 12  | 22 | Takuma Satō          | Super Aguri-Honda | 57   | +1 giro                     | 10      |       |
| 13  | 15 | Mark Webber          | Red Bull-Renault  | 57   | +1 giro                     | 7       |       |
| 14  | 18 | Vitantonio Liuzzi    | STR-Ferrari       | 57   | +1 giro                     | 19      |       |
| 15  | 7  | Jenson Button        | Honda             | 57   | +1 giro                     | 14      |       |
| 16  | 23 | Anthony Davidson     | Super Aguri-Honda | 56   | +2 giri                     | 11      |       |
| 17  | 20 | Adrian Sutil         | Spyker-Ferrari    | 56   | +2 giri                     | 20      |       |
| Rit | 17 | Alexander Wurz       | Williams-Toyota   | 48   | Collisione con D. Coulthard | 15      |       |
| Rit | 14 | David Coulthard      | Red Bull-Renault  | 48   | Collisione con A. Wurz      | 18      |       |
| Rit | 10 | Robert Kubica        | BMW Sauber        | 36   | Cambio                      | 5       |       |
| Rit | 19 | Scott Speed          | STR-Ferrari       | 28   | Foratura                    | 17      |       |
| Rit | 21 | Christijan Albers    | Spyker-Ferrari    | 10   | Incidente                   | 21      |       |

## Classifiche mondiali

### Piloti
| Pos | Pilota               | Punti |
| --- | -------------------- | ----- |
| 1   | Kimi Räikkönen       | 10    |
| 2   | Fernando Alonso      | 8     |
| 3   | Lewis Hamilton       | 6     |
| 4   | Nick Heidfeld        | 5     |
| 5   | Giancarlo Fisichella | 4     |
| 6   | Felipe Massa         | 3     |
| 7   | Nico Rosberg         | 2     |
| 8   | Ralf Schumacher      | 1     |

### Costruttori
| Pos | Costruttore      | Punti |
| --- | ---------------- | ----- |
| 1   | McLaren-Mercedes | 14    |
| 2   | Ferrari          | 13    |
| 3   | BMW Sauber       | 5     |
| 4   | Renault          | 4     |
| 5   | Williams-Toyota  | 2     |
| 6   | Toyota           | 1     |